# Tengling
Tengling ist ein Gemeindeteil von Taching am See im oberbayerischen Landkreis Traunstein.

## Geschichte

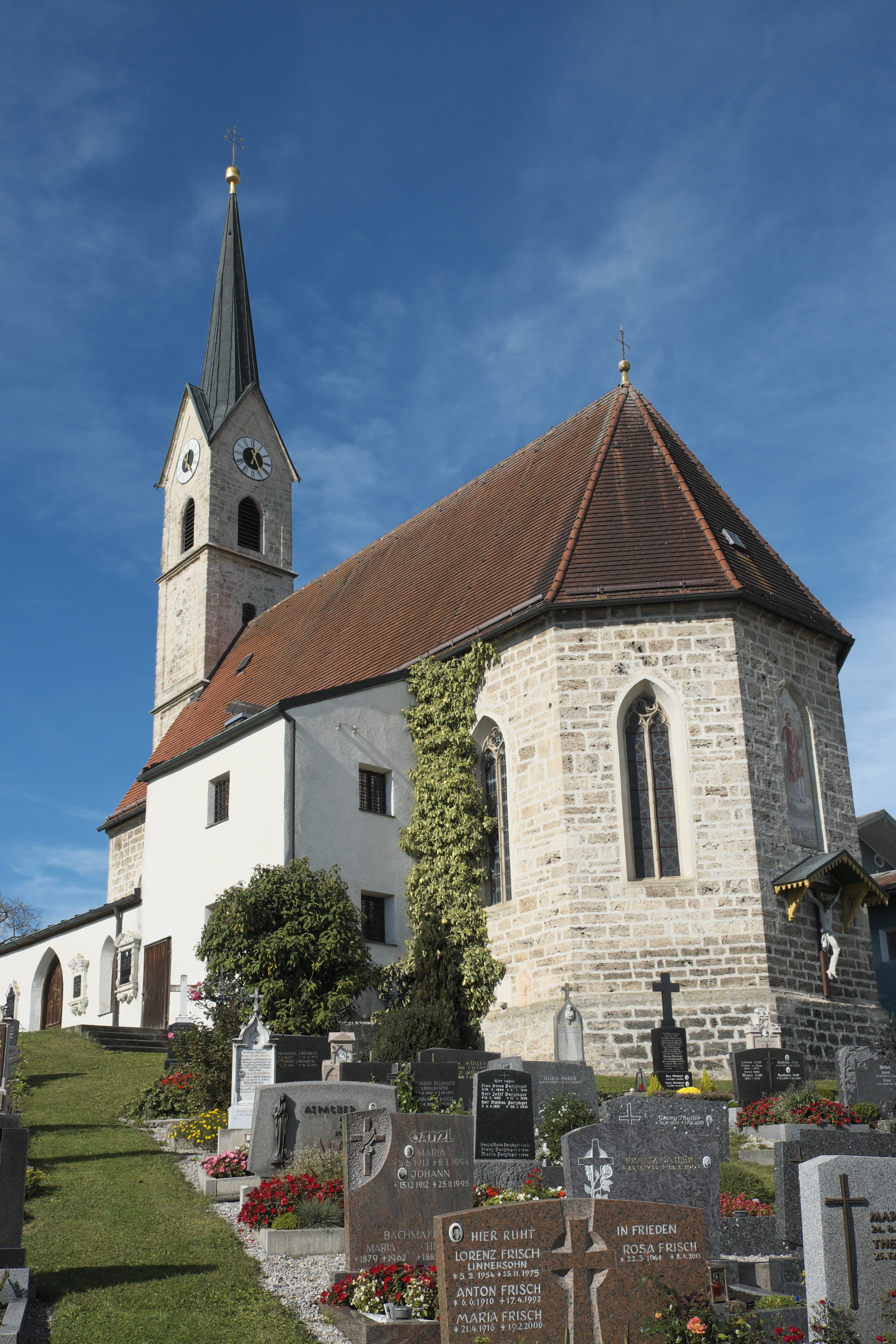
Pfarrkirche St. Laurentius

Das Pfarrdorf wird erstmals im späten 8. Jahrhundert als „Tengihilinga“ in der Notitia Arnonis erwähnt. Das Grafengeschlecht der Sighardinger nannte sich im 11. Jahrhundert nach der im Ort bestehenden Burg (siehe Grafschaft Tengling), bis sie sich später in Burghausen niederließen. 1328 wurde den Herren von Törring vom Bischof von Salzburg die Hofmark Törring-Tengling verliehen. Die ehemaligen Gemeindeteile Hennhart, Thalwies und Windschnur sind heute mit Tengling verbunden.

## Baudenkmäler
Siehe auch: Liste der Baudenkmäler in Tengling
- Katholische Pfarrkirche St. Laurentius, erbaut in der zweiten Hälfte des 15. Jahrhunderts